# Vela ai Giochi della XXIV Olimpiade
Le competizioni di vela ai Giochi della XXIV Olimpiade si sono svolte dal 20 al 27 settembre 1988 nelle acque davanti Busan, in Corea del Sud.
Per la prima volta è stata inclusa nel programma una gara femminile.

## Podi

### Uomini
| Evento                         | Oro                                 | Argento                                      | Bronzo                                 |
| Tavola II Divisione (dettagli) | Bruce Kendall                       | Jan Boersma                                  | Michael Gebhardt                       |
| Finn (dettagli)                | Jose Doreste                        | Peter Holmberg                               | John Cutler                            |
| 470 (dettagli)                 | Francia Thierry Peponnet Luc Pillot | Unione Sovietica Tynu Tyniste Toomas Tyniste | Stati Uniti John Shadden Charles McKee |

### Donne
| Evento         | Oro                                    | Argento                                    | Bronzo                                                  |
| 470 (dettagli) | Stati Uniti Allison Jolly Lynne Jewell | Svezia Marit Söderström Birgitta Bengtsson | Unione Sovietica Larisa Moskalenko Irina Shunikhovskaya |

### Open
| Evento                     | Oro                                                   | Argento                                                    | Bronzo                                           |
| Star (dettagli)            | Regno Unito Michael McIntyre Philip Vaile             | Stati Uniti Mark Reynolds Harold Haenel                    | Brasile Torben Grael Nelson Falcao               |
| Soling (dettagli)          | Germania Est Jochen Schümann Thomas Flach Bernd Jäkel | Stati Uniti John Kostecki William Baylis Robert Billingham | Danimarca Jesper Bank Jan Mathiasen Steen Secher |
| Flying Dutchmen (dettagli) | Danimarca Jörgen Möller Christian Grönborg            | Norvegia Ole Pollen Erik Björkum                           | Canada Frank McLaughlin John Millen              |
| Tornado (dettagli)         | Nuova Zelanda Jean Le Deroff Nicolas Henard           | Stati Uniti Chris Timms Rex Sellers                        | Australia Lars Grael Clinio Freitas              |

## Medagliere
| Posizione | Paese                   | Oro | Argento | Bronzo | Totale |
| --------- | ----------------------- | --- | ------- | ------ | ------ |
| 1         | Francia                 | 2   | 0       | 0      | 2      |
| 2         | Stati Uniti             | 1   | 2       | 2      | 5      |
| 3         | Nuova Zelanda           | 1   | 1       | 1      | 3      |
| 4         | Danimarca               | 1   | 0       | 1      | 2      |
| 5         | Germania Est            | 1   | 0       | 0      | 1      |
| 5         | Regno Unito             | 1   | 0       | 0      | 1      |
| 5         | Spagna                  | 1   | 0       | 0      | 1      |
| 8         | Unione Sovietica        | 0   | 1       | 1      | 2      |
| 9         | Antille Olandesi        | 0   | 1       | 0      | 1      |
| 9         | Norvegia                | 0   | 1       | 0      | 1      |
| 9         | Svezia                  | 0   | 1       | 0      | 1      |
| 9         | Isole Vergini Americane | 0   | 1       | 0      | 1      |
| 13        | Brasile                 | 0   | 0       | 2      | 1      |
| 14        | Canada                  | 0   | 0       | 1      | 1      |
| Totale    | Totale                  | 8   | 8       | 8      | 24     |